# Lukas Hofer
Lukas Hofer (Bruneck, 30 september 1989) is een Italiaanse biatleet. Hij vertegenwoordigde zijn vaderland op de Olympische Winterspelen 2010 in Vancouver, de Olympische Winterspelen 2014 in Sotsji, Olympische Winterspelen 2018 in Pyeongchang en de Olympische Winterspelen 2022 in Peking.

## Carrière
Hofer maakte zijn wereldbekerdebuut in januari 2009 in Oberhof, elf maanden later scoorde hij in Östersund zijn eerste wereldbekerpunten. Tijdens de Olympische Winterspelen van 2010 was het beste resultaat van de Italiaan de zesenveertigste plaats op de 20 kilometer individueel, samen met Christian De Lorenzi, Markus Windisch en Mattia Cola eindigde hij als twaalfde op de 4x7,5 kilometer estafette. In Chanty-Mansiejsk nam Hofer deel aan de wereldkampioenschappen biatlon 2010, op dit toernooi eindigde hij samen met Katja Haller, Karin Oberhofer en Christian De Lorenzi als achtste op de gemengde estafette.
In december 2010 behaalde de Italiaan in Östersund zijn eerste top klassering in een wereldbekerwedstrijd. Op de wereldkampioenschappen biatlon 2011 in Chanty-Mansiejsk veroverde Hofer de bronzen medaille op de 15 kilometer achtervolging, op de 12,5 kilometer achtervolging eindigde hij op de negende plaats. Op de 4x7,5 kilometer estafette eindigde hij samen met Christian De Lorenzi, René-Laurent Vuillermoz en Markus Windisch op de vijfde plaats, samen met Michela Ponza, Katja Haller en Christian De Lorenzi eindigde hij als vijfde op de gemengde estafette.

## Resultaten

### Olympische Winterspelen
| Jaar | Plaats      | Onderdeel   | Onderdeel | Onderdeel     | Onderdeel  | Onderdeel | Onderdeel          |
| Jaar | Plaats      | Individueel | Sprint    | Achtervolging | Massastart | Estafette | Gemengde estafette |
| ---- | ----------- | ----------- | --------- | ------------- | ---------- | --------- | ------------------ |
| 2010 | Vancouver   | 46e         | 56e       | 54e           | –          | 12e       |                    |
| 2014 | Sotsji      | 14e         | 12e       | 17e           | DNF        | 5e        | ↑                  |
| 2018 | Pyeongchang | 63e         | 10e       | 10e           | 18e        | 12e       | ↑                  |
| 2022 | Peking      | 27e         | 14e       | 4e            | 27e        | 7e        | 9e                 |

### Wereldkampioenschappen
| Jaar | Plaats            | Onderdeel                               | Onderdeel                               | Onderdeel                               | Onderdeel                               | Onderdeel                               | Onderdeel          | Onderdeel                 |
| Jaar | Plaats            | Individueel                             | Sprint                                  | Achtervolging                           | Massastart                              | Estafette                               | Gemengde estafette | Single gemengde estafette |
| ---- | ----------------- | --------------------------------------- | --------------------------------------- | --------------------------------------- | --------------------------------------- | --------------------------------------- | ------------------ | ------------------------- |
| 2010 | Chanty-Mansiejsk  | Niet gehouden vanwege Olympische Spelen | Niet gehouden vanwege Olympische Spelen | Niet gehouden vanwege Olympische Spelen | Niet gehouden vanwege Olympische Spelen | Niet gehouden vanwege Olympische Spelen | 8e                 |                           |
| 2011 | Chanty-Mansiejsk  | 27e                                     | 16e                                     | 9e                                      | Brons                                   | 5e                                      | 5e                 |                           |
| 2012 | Ruhpolding        | 20e                                     | 31e                                     | 13e                                     | 16e                                     | 4e                                      | 9e                 |                           |
| 2013 | Nové Město        | 7e                                      | 14e                                     | 11e                                     | 21e                                     | 7e                                      | 4e                 |                           |
| 2015 | Kontiolahti       | 50e                                     | 24e                                     | 30e                                     | –                                       | 12e                                     | 7e                 |                           |
| 2016 | Oslo Holmenkollen | 31e                                     | 75e                                     | –                                       | –                                       | 11e                                     | 8e                 |                           |
| 2017 | Hochfilzen        | 34e                                     | 56e                                     | DNS                                     | –                                       | 5e                                      | 4e                 |                           |
| 2019 | Östersund         | 5e                                      | 52e                                     | 42e                                     | 17e                                     | 15e                                     | Brons              | Zilver                    |
| 2020 | Antholz           | 13e                                     | 21e                                     | 20e                                     | 18e                                     | 7e                                      | Zilver             | 9e                        |
| 2021 | Pokljuka          | 18e                                     | 13e                                     | 14e                                     | 7e                                      | 6e                                      | 6e                 | 5e                        |
| 2023 | Oberhof           | 72e                                     | 28e                                     | 35e                                     | –                                       | 7e                                      | –                  | –                         |

### Wereldkampioenschappen junioren
| Jaar | Plaats  | Onderdeel   | Onderdeel | Onderdeel     | Onderdeel |
| Jaar | Plaats  | Individueel | Sprint    | Achtervolging | Estafette |
| ---- | ------- | ----------- | --------- | ------------- | --------- |
| 2009 | Canmore | 44e         | Goud      | Goud          | 7e        |

### Wereldbeker
Eindklasseringen
| Seizoen   | Algemeen | Individueel | Sprint | Achtervolging | Massastart |
| --------- | -------- | ----------- | ------ | ------------- | ---------- |
| 2009/2010 | 50e      | 48e         | 55e    | 52e           | –          |
| 2010/2011 | 12e      | 57e         | 7e     | 12e           | 5e         |
| 2011/2012 | 24e      | 35e         | 23e    | 23e           | 23e        |
| 2012/2013 | 20e      | 8e          | 20e    | 21e           | 23e        |
| 2013/2014 | 14e      | 20e         | 8e     | 26e           | 13e        |
| 2014/2015 | 38e      | –           | 47e    | 29e           | 44e        |
| 2015/2016 | 33e      | 27e         | 23e    | 40e           | 43e        |
| 2016/2017 | 29e      | 36e         | 24e    | 21e           | 35e        |
| 2017/2018 | 5e       | 4e          | 9e     | 4e            | 14e        |
| 2018/2019 | 10e      | 10e         | 9e     | 8e            | 14e        |
| 2019/2020 | 16e      | 9e          | 17e    | 13e           | 22e        |
| 2020/2021 | 8e       | 9e          | 7e     | 10e           | 12e        |
| 2021/2022 | 20e      | –           | 23e    | 11e           | 14e        |

Wereldbekerzeges
| Nr.         | Datum            | Plaats         | Onderdeel                 |
| Individueel | Individueel      | Individueel    | Individueel               |
| ----------- | ---------------- | -------------- | ------------------------- |
| 1.          | 17 januari 2014  | Antholz        | 10 km sprint              |
| 1.          | 19 maart 2021    | Östersund      | 10 km sprint              |
| Estafettes  |                  |                |                           |
| 1.          | 5 januari 2012   | Oberhof        | 4x7,5 km estafette        |
| 2.          | 10 maart 2018    | Kontiolahti    | Gemengde estafette        |
| 3.          | 16 december 2018 | Hochfilzen     | 4x7,5 km estafette        |
| 4.          | 17 februari 2019 | Soldier Hollow | Single gemengde estafette |